# Pseudomysidetes nudus
Pseudomysidetes nudus är en kräftdjursart som beskrevs av Nobuyuki Fukuoka och Murano 2002. Pseudomysidetes nudus ingår i släktet Pseudomysidetes och familjen Mysidae. Inga underarter finns listade i Catalogue of Life.